# Madaraševec
Madaraševec is een plaats in de gemeente Martijanec in de Kroatische provincie Varaždin. De plaats telt 256 inwoners (2001).